# چوبتراش میان گلال
(((((((((((شهرک پرواز)))))))))))))))) ، شهرکی کوچک از توابع بخش مرکزی شهرستان خرم‌آباد در استان لرستان ایران است 
#### کوچه‌هایی که هنوز آسفالت را ندیده‌اند 
بسیاری از کوچه‌های شهرک پرواز هنوز آسفالت نشده‌اند. در فصول بارندگی، گل‌ولای مهمان همیشگی خانه‌ها می‌شود و کودکان، به جای زمین بازی، با زمین‌های پر از آب و گل روبه‌رو هستند. این وضعیت زندگی روزمره مردم را تحت‌تأثیر قرار داده و نشانه‌ای از کم‌کاری در حوزه خدمات شهری است.
#### پروژه‌ای که هنوز نیمه‌کاره مانده است 
طرح فاضلاب شهری که سال‌ها پیش کلید خورد، همچنان نیمه‌تمام است. لوله‌کشی‌ها ناقص‌اند، چاه‌های فاضلاب در برخی مناطق باز مانده‌اند، و بوی نامطبوع در گرمای تابستان، سلامت و آرامش روانی مردم را تهدید می‌کند. این وضعیت، به‌ویژه برای خانواده‌هایی که در نزدیکی این مسیرها زندگی می‌کنند، به بحرانی جدی تبدیل شده است. 
#### صدای مردم، صدایی که باید شنیده شود 
مردم میان‌گلال، مردمانی زحمتکش و صبورند. بسیاری از آن‌ها با وجود این همه سختی، هر روز برای ساختن زندگی بهتر تلاش می‌کنند. اما سؤال اینجاست که چرا روستایی در فاصله‌ای نه‌چندان دور از مرکز استان، هنوز از حداقل‌های شهری بی‌بهره است؟
 دهیاری روستای میان‌گلال، به ریاست **آقای اصغر بگ رضایی**، به‌عنوان مسئول اجرایی محلی، وظیفه پیگیری و بهبود مسائل عمرانی و رفاهی روستا را بر عهده دارد. با این حال، طبق اظهارات ساکنان محلی، عملکرد دهیاری در سال‌های اخیر مورد انتقاد بوده است. 
عدم پیگیری مؤثر در زمینه آسفالت کوچه‌ها، ترمیم خیابان اصلی، و به سرانجام رساندن پروژه فاضلاب، از مهم‌ترین مواردی‌ست که موجب نارضایتی مردم شده. درخواست‌های مکرر مردمی تاکنون نتیجه عملی درخور توجه نداشته و همین امر سبب کاهش اعتماد عمومی نسبت به مدیریت محلی شده است.

## جمعیت
این روستا در دهستان کرگاه غربی قرار دارد و براساس سرشماری مرکز آمار ایران در سال ۱۳۸۵، جمعیت آن ۱٬۴۱۸ نفر (۲۷۱خانوار) بوده‌است.